# Iusaas

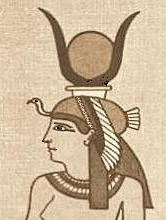
La dea Iusaas

Iusaas ("la grande che si divide in quattro") o Iusaset  è una divinità egizia appartenente alla religione dell'antico Egitto. Considerata la prima dea della mitologia egizia, essa viene descritta come "nonna di tutte le divinità". L'allusione è, senza alcun riferimento a un nonno vero e proprio, quindi ci potrebbe essere stato un remoto, ma ora perduto, mito secondo il quale si operò per partenogenesi come mezzo per la nascita delle divinità dalla regione in cui è sorto il suo culto nei pressi del delta del Nilo. Esistono molte grafie alternative per indicare il suo nome: Iusaaset, Juesaes, Ausaas e Jusas, così come in greco Saosis.

## Arte
Nell'arte dell'antico Egitto, Iusaas appare come una donna che indossa la corona con l'avvoltoio cornuto con l'ureo e il disco solare, e che porta un ankh in una mano e uno scettro nell'altra. L'avvoltoio più sacro agli antichi Egizi e simboleggiato da Nekhbet, una delle due signore che proteggono l'Egitto, è stato pensato come simbologia di riproduzione per partenogenesi. Questa associazione potrebbe essere alla base, per similitudine, della maternità di Iusaas. Inoltre gli avvoltoi erano sempre stati considerati buone madri. Le corna, l'ureo e il disco solare fanno da collegamento religioso a Bat e Hathor.
A causa del legame di Iusaas con l'avvoltoio e l'ureo, si può presumere che volesse indicare l'unione fra alto e basso Egitto, proprio come la dea Mut alla quale era anche associata.
Anche se le sue origini non sono chiare, Iusaas sembra essersi attestata abbastanza presto nel pantheon egizio, in quanto associata alla creazione e alla nascita delle divinità. Molti miti raccontano che è stata vista come la madre delle prime divinità e la nonna delle divinità successive, avendo sorvegliato la nascita di quelli che erano i suoi nipoti. Essa resta come una divinità principale del pantheon in tutte le epoche della cultura, anche attraverso quella persiana, di Hyksos, greca e romana, e indipendentemente dalle variazioni dei miti specifici.

## Associazione con l'albero dell'acacia
Iusaas venne associata alla pianta dell'acacia, considerato l'albero della vita, e quindi alla più antica conosciuta essendo situata appena a nord di Eliopoli, che in tal modo venne identificato come il luogo di nascita delle divinità. A Iusaas fu attribuito il possesso di un esemplare di questo albero. L'albero di acacia era rinomato per la sua forza, resistenza, per le proprietà medicinali e per la sua commestibilità. Le molteplici applicazioni utili gli conferirono un ruolo centrale nella cultura del tempo.

## Trasformazione in mito
Secondo una credenza, Iusaas e Atum erano i genitori di Shu e Tefnut, le prime divinità. In questo mito spesso è stata descritta come la sua ombra, sorella o moglie. Più tardi altre dee vennero associate ad Atum e una variante riferisce anche che ha dato alla luce le divinità, anche se quella variante sembra essere stata respinta da molti centri culturali e religiosi.
Durante l'antico Regno gli egizi credevano che Atum sollevava l'anima del faraone morto, dalla tomba al cielo stellato. Al tempo del Nuovo Regno, il mito di Atum emerse con quello di Ra, che successivamente venne descritto come creatore e deità solare. Le loro due identità vennero riunite in Atum-Ra. Dopo la loro unione, Ra venne visto come il sole in assoluto, Atum come il sole calante (raffigurato come un vecchio appoggiato al suo bastone) e Khepri come il sole sorgente.
In quest'ultimo periodo, Iusaas è talvolta descritta come l'occhio di Ra.